# Karlskrona garnison
Karlskrona garnison är en garnison inom svenska Försvarsmakten som verkat i olika former sedan 1600-talet. Garnisonen är belägen i huvudsak på Trossö i centrala delen av Karlskrona.

## Historia
Den ö som Karlskrona kom att byggas på, Trossö, ägdes under 1600-talet av bonden Vittus Andersson. På fastlandet ett par kilometer därifrån fanns under den danska tiden en annan, äldre stad med namnet Lyckå och ett par mil därifrån hade danskarna börjat att bygga Kristianopel innan Blekinge blev svenskt 1658. Fram till 1679 ägdes ön liksom de närmaste holmarna av bonden Vittus Andersson, som nu tvingades sälja sina egendomar till svenska kronan och samma år påbörjades planerna att förlägga större delen av rikets flotta på Trossö. Den nya staden, Karlskrona stad, uppkallades efter sin grundare Karl XI samt Landskrona. Dess läge var strategiskt med kontrollerade förbindelser mot fastlandet och på havssidans inramande arkipelag uppfördes 1681 militära befästningar för att skydda flottbasen. Att Sverige ville förlägga sin örlogsflotta just här, berodde givetvis på att man ville manifestera en maktposition nära Danmark och europeiska kontinenten. Dessutom är hamnen isfri större delen av året.
När Karlskrona som en militärt sluten hamnstad sakta vittrade bort i takt med den svenska stormakten, avtog tillväxten varmed staden förlorade mycket av sin forna glans, men den har dock bevarat sin position som en stark flottbas. Att Karlskrona var tänkt som en framtida huvudstad i en stormakt märks främst i dess centrala delar där Stortorget följer dåtidens ideal för hur Europas stormaktsstäder skulle se ut. Med sin stora öppna piazzaor där kyrka, rådhus och statsförvaltning ligger i torgets ytterkanter följer den barockens mönsterbild. Antalet kyrkor och statsförvaltningsborgar visar också på stadens tänkta uppgift. Det stora militärområdet och varvet påvisar att Karlskrona som rikets södra port länge ansågs vara en mycket viktig stad att försvara. Än idag bedrivs verksamhet på Karlskronavarvet. Karlskrona var alltså tänkt att överta Stockholms plats som rikets huvudstad men dessa planer realiserades aldrig.
Inför försvarsbeslutet 1982 föreslog regeringen i sin proposition att tre stora anläggningar skulle lämnas i Karlskrona garnison, kasernetablissementet Sparre skulle avvecklas senast 1985, Gräsvik skulle avvecklas senast den 1 oktober 1982 och Blå port avsågs avvecklas senast den 30 juni 1987. Den kvarvarande verksamheten skulle koncentreras till Rosenholm samt Bataljon af Trolle. Gällande Rosenholm så beslutades att Karlskrona kustartilleriregemente tillsammans med Blekinge kustartilleriförsvar med Karlskrona försvarsområde (BK/Fo 15) skulle förläggas till kasernetablissementet Rosenholm. Därmed skulle en sammanhängande utbyggnaden av Rosenholm kunna fullföljas enligt tidigare riksdagsbeslut. Genom försvarsbeslutet 2000 lämnades ytterligare ett kasernetablissement i Karlskrona, Sveriges då senast byggda kasernetablissement. Vid sidan om övnings- och skjutfälten, som Rosenholms övningsfält och Karlskrona skärgårds övnings- och skjutfält, så är Försvarsmaktens verksamhet i Karlskrona koncentrerad till södra delen av Trossö, samt med viss verksamhet på Kungsholms fort.

## Karlskrona fästning

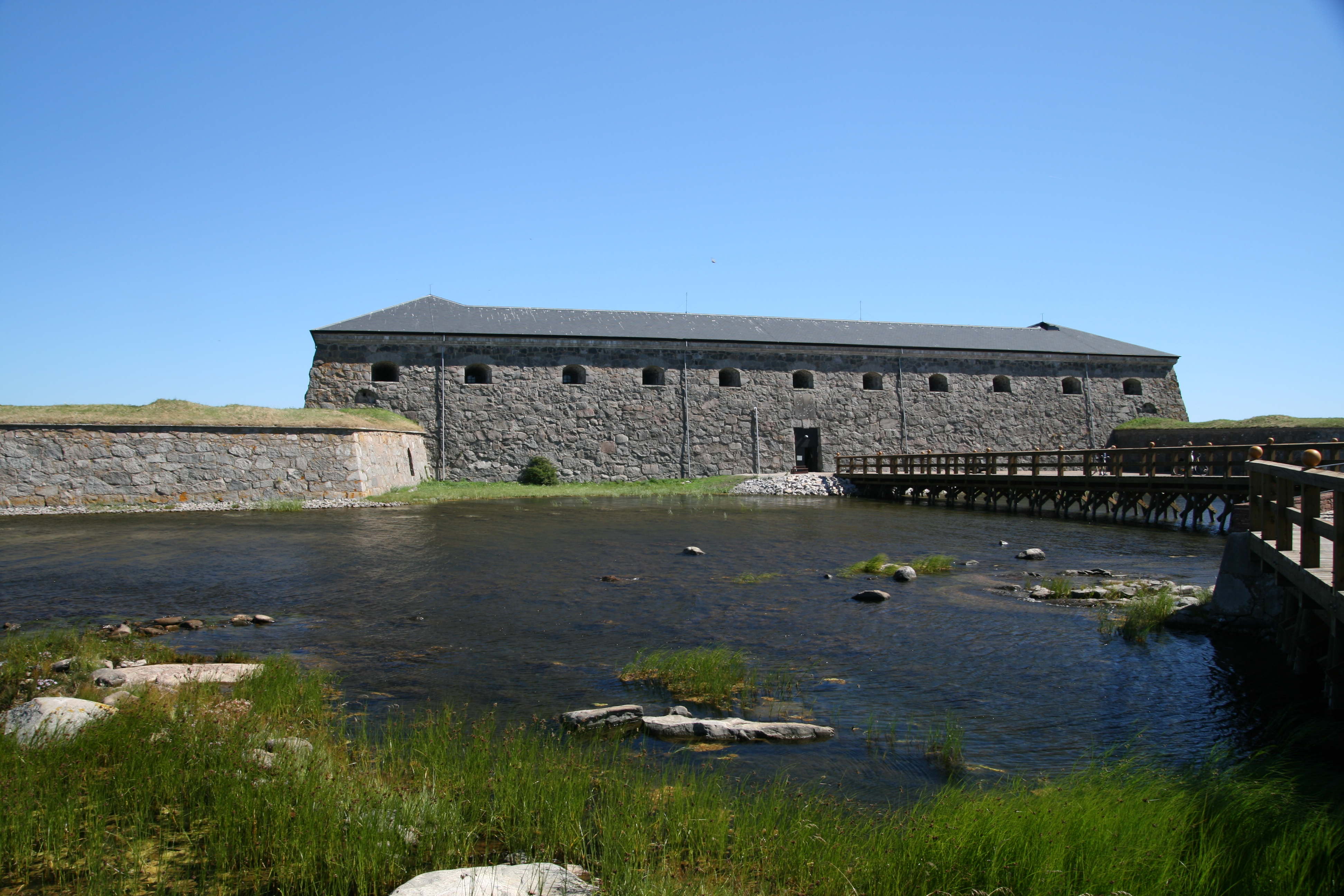
Drottningskärs kastell

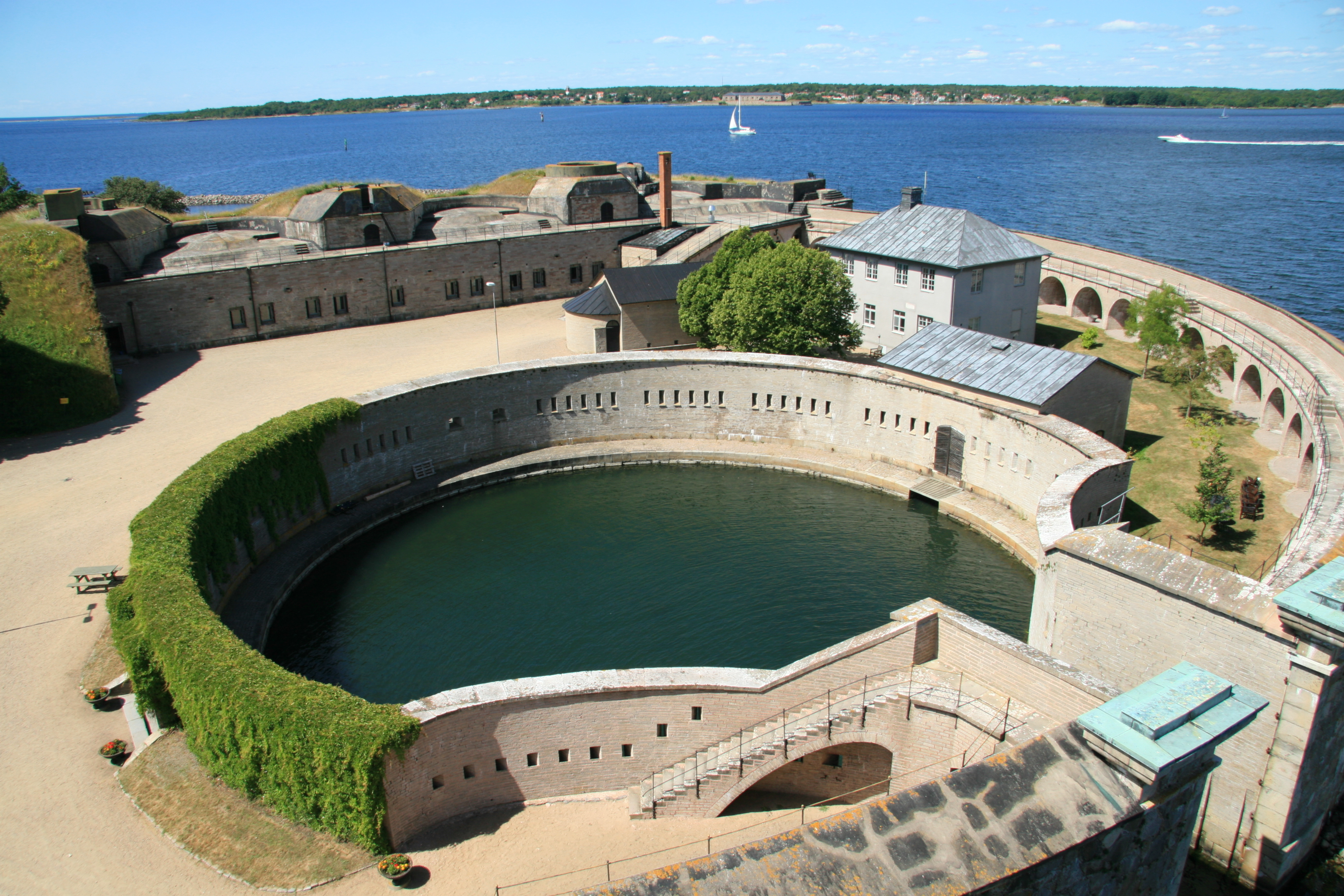
Kungsholms fort

År 1899 erhöll befästningarna runt Karlskrona namnet Karlskrona fästning.

### Aspö fort
Aspö fort uppfördes på 1920-talet då ett batteri med 30,5 cm haubits färdigställdes 1924. I början av 1930-talet uppfördes vid Bäckastrand ett 15 cm batteri i öppet vallavettage.

### Drottningskär
Drottningskärs kastell är en befästning på skäret Drottningskär (tidigare Dynan) vid ön Aspö och tätorten Drottningskär i inloppet till Karlskrona. Mitt emot på andra sidan Aspö sund ligger Kungsholms fort på den tidigare benämnda holmen Båkholmen. Kastellet är statligt byggnadsminne sedan 25 januari 1935. Drottningskär började uppföras 1680 och är mycket välbevarat eftersom det aldrig utsatts för beskjutning. På 1870-talet avrustades Drottningskär och 1895 utgick kastellet från försvarsorganisationen.

### Ellenabbsfortet
Ellenabbens fort uppfördes åren 1900–1904 och var ett av flera befästningar på Aspö som skulle bevaka inloppet till örlogsbasen i Karlskrona. Det ligger en kilometer söder om Drottningskärs kastell som tidigare hade samma uppgift. Fortet utgick ur försvarsorganisationen som fast befästning 1959. Platsen användes dock i stridsövningar in på 1970-talet.  Både fortet och batteriet ägs idag av Statens fastighetsverk och är statliga byggnadsminnen.

### Kungsholms fort
Kungsholms fort är en militär befästning i Blekinge skärgård som idag tillhör den svenska flottan. Kungsholms fort är idag världens äldsta kontinuerligt befästa militäranläggning, då den har varit bemannad ända sedan 1600-talet. Kungsholmsfort var åren 1902–2000 utbildningsplats för spärrbataljonen vid Karlskrona kustartilleriregemente (KA 2). Sedan 2020 är fortet åter i drift, då Sjöstridsskolan flyttade delar av sin verksamhet under sommaren från fastlandet till Kungsholmen.

### Västra Hästholmen

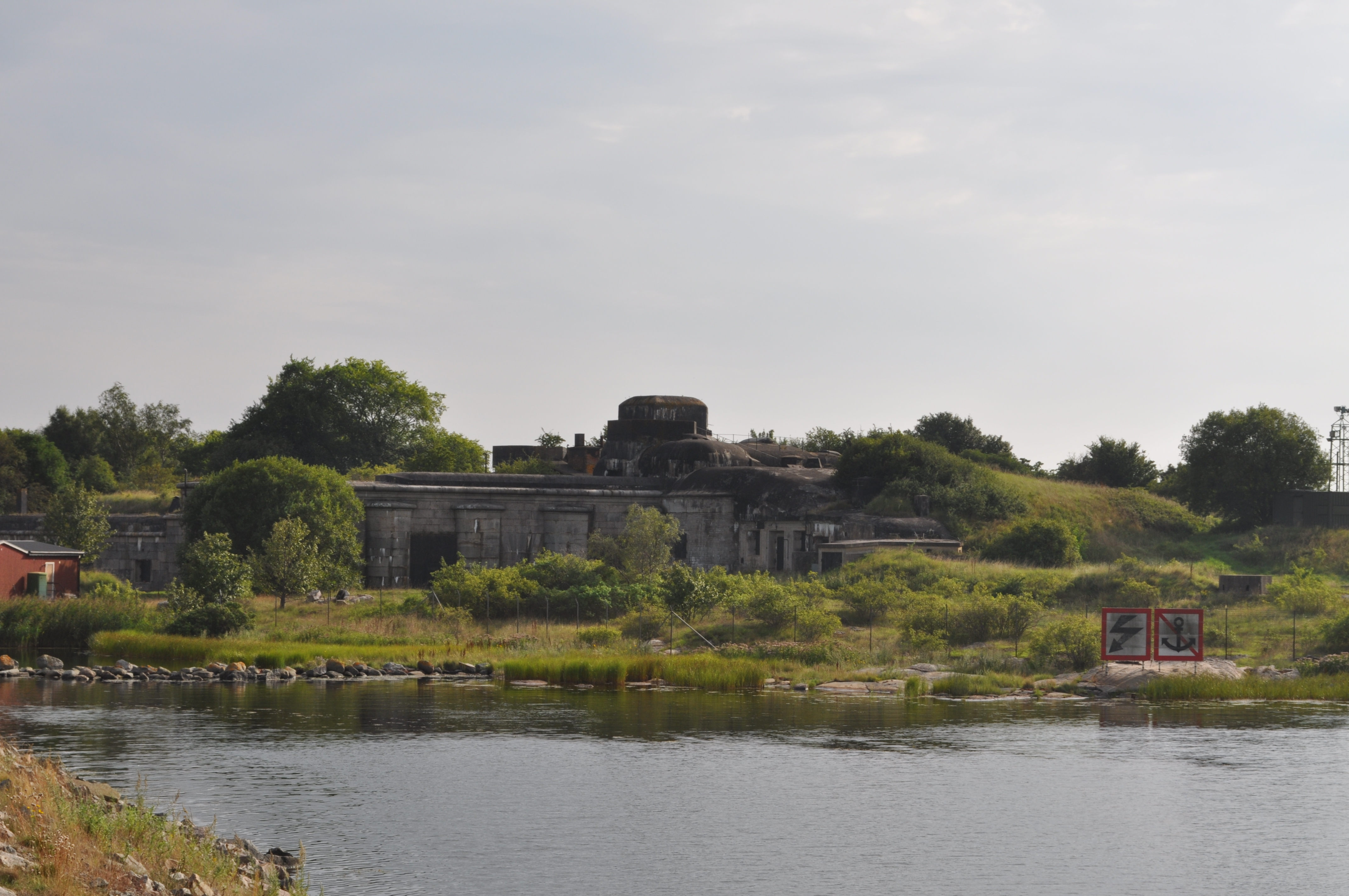
Västra Hästholmens fästning

Västra Hästholmens fästning är en fästning på Västra Hästholmen som byggdes för att spärra infarten till Karlskrona på samma sätt som Drottningskär och Kungsholms fort. Fästningen ligger dock längre ut mot havet och spärrar inloppet mellan Västra Hästholmen och Alnö udde. När fästningen byggdes hade den endast öppna batteriställningar, men 1867 byggdes en ny skans och under åren 1903–1910 tillfördes ett 12 cm tornbatteri om fyra pjäser och ett 57 mm batteri om tre pjäser. Fästningen var bemannad under båda världskrigen, men kom att utgå 1969 och fungerade som mobiliseringsförråd till 1980-talet.

## Rosenholm

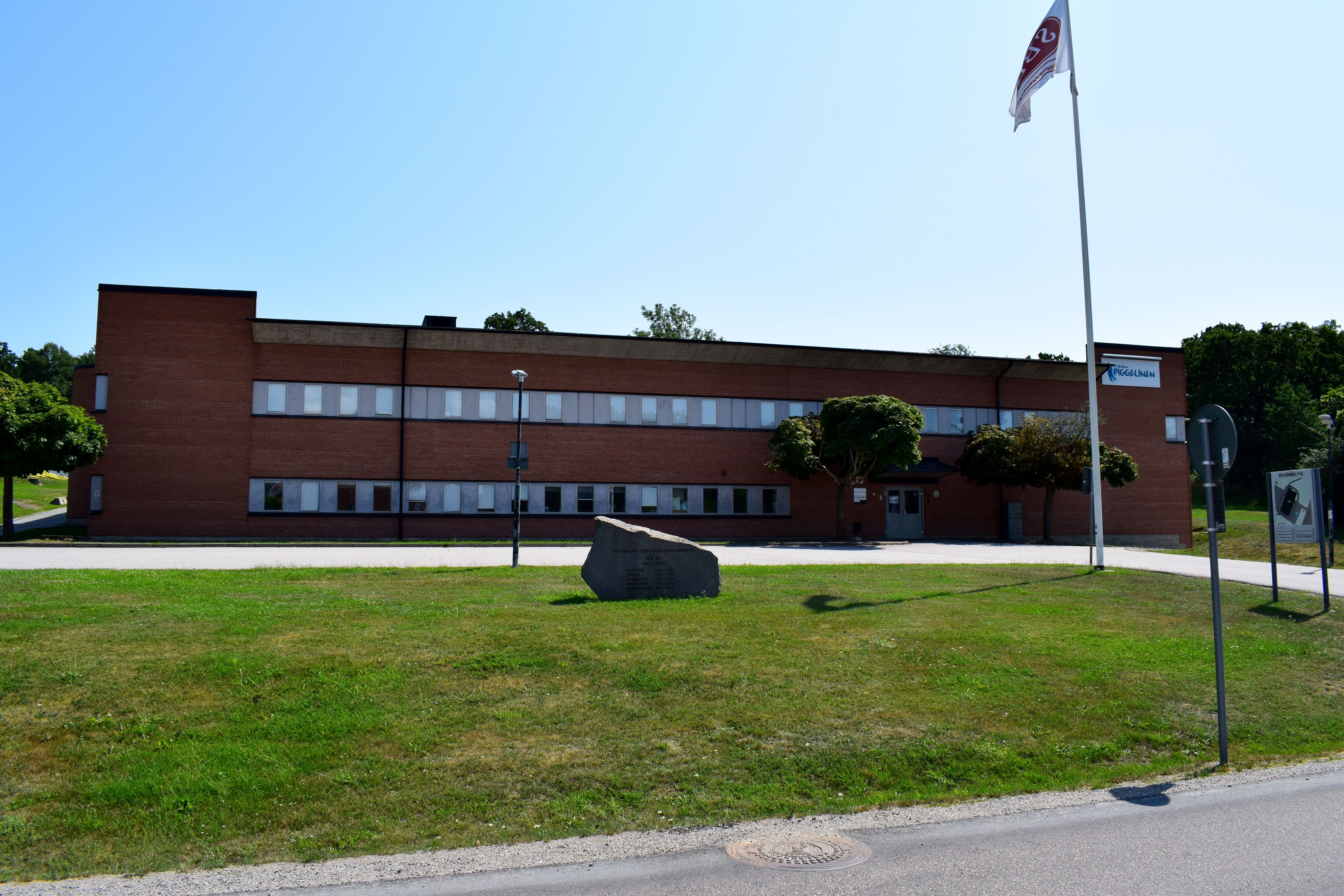
Kanslihuset i Rosenholm.

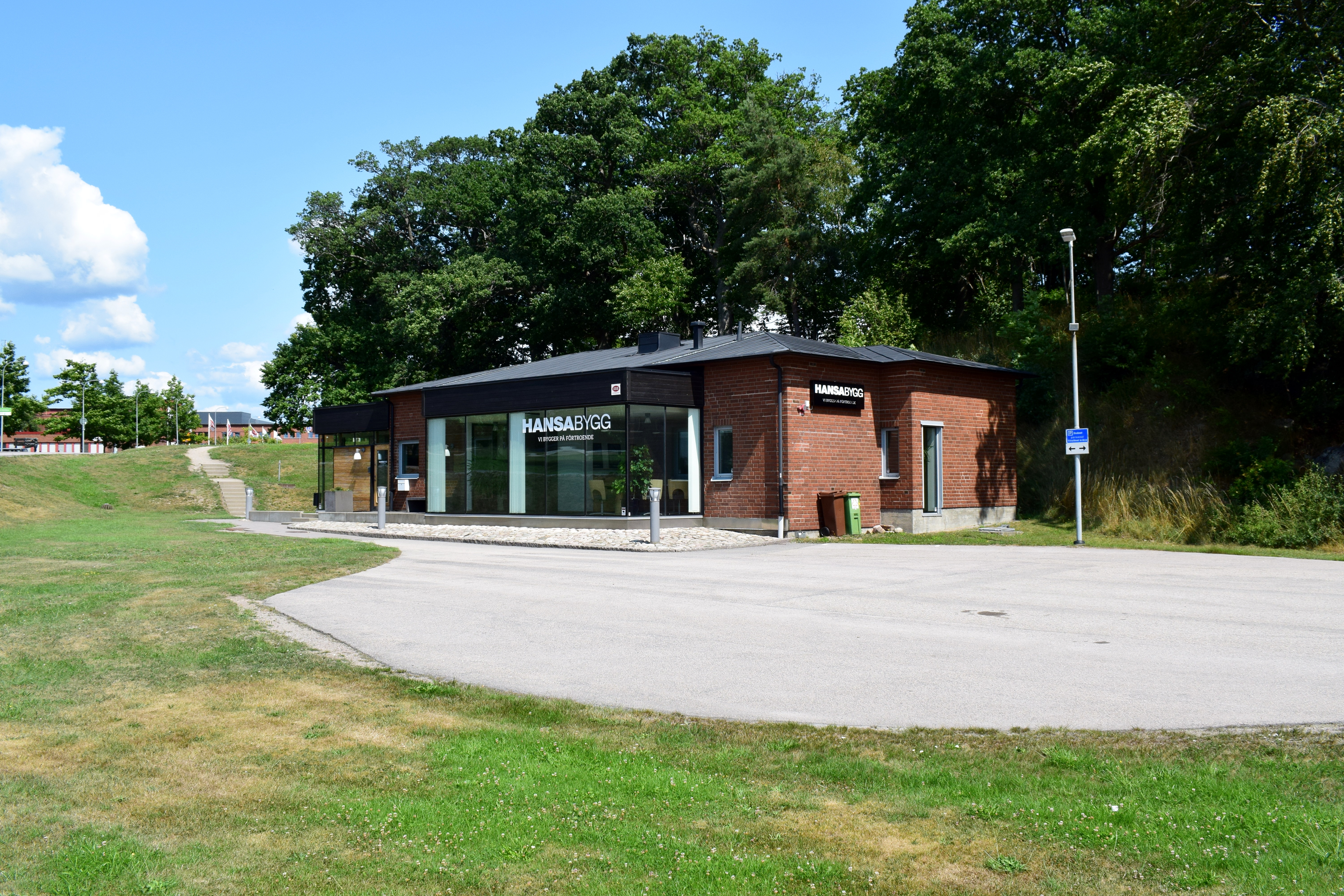
Vaktkasernen i Rosenholm.

Rosenholm är ett kasernetablissement som uppfördes under 1970- och 1980-talet som förläggning till Karlskrona kustartilleriregemente. Den militära verksamheten i området hade dock redan startat 1915, då de två fastigheterna Rosenholm och Silletorp köptes för kronans räkning. Bakgrunden var ett ökat behov av mark att öva på, då Karlskrona grenadjärregemente hade utökats till tre bataljoner. Efter att Karlskrona grenadjärregemente upplöstes 1927 övertogs övningsområdet 1928 av Kronobergs regementes detachement i Karlskrona som förlades till Gräsvik, vilka övade där fram till 1939. Därefter övertogs området som förläggning och övningsplats för den inkallade landstormen, under de första åren av den svenska beredskapstiden. År 1967 köpte försvaret tre fastigheter norr om Silletorpsån (Måstad, Stenshaga och Bubbetorp). Tidigare hade försvaret endast disponerat området söder om Silletorpsån. Vid samma tidpunkt uppfördes en ny byggnad till robotskolan vid Karlskrona kustartilleriregemente. Bakgrunden till utvidgningen och nybyggnationen var ett ökat övningsbehov inom försvaret. Övningsområdets yta ökade därmed från 270 hektar till 700 hektar. År 1972 påbörjades en första etapp med nybyggnation av Rosenholm, där kasern- och militärrestaurangsbyggnader uppfördes i syfte att hösten 1973 lämna förläggningen på Oscarsvärn. 
Åren 1973–1981 var Karlskrona kustartilleriregemente förlagt till tre kasernetablissement: Gräsvik, Kungsholms fort och Rosenholm. I Gräsvik fanns regementets stab, Underhållsskolan och Kasernbatteriet, på Kungsholms fort fanns Spärrbataljonen och i Rosenholm fanns Artilleri- och robotbataljonen. Genom 1982 års försvarsbeslut skulle tre stora anläggningar i Karlskrona lämnas, kasernetablissementet Sparre som skulle avvecklas senast 1985, Gräsvik som skulle avvecklas senast den 1 oktober 1982 och Blå port som avsågs avvecklas senast den 30 juni 1987. Gällande Gräsvik så beslutades att Karlskrona kustartilleriregemente tillsammans med Blekinge kustartilleriförsvar med Karlskrona försvarsområde (BK/Fo 15) skulle förläggas helt till Rosenholm. Därmed skulle en sammanhängande utbyggnaden av Rosenholm kunna fullföljas enligt tidigare riksdagsbeslut. Den 23 oktober 1981 halades örlogsflaggan på Gräsvik för sista gången genom en enkel ceremoni. Den 27 oktober 1981 skulle samma örlogsflagga genom en enkel ceremoni hissas på Rosenholm. Militärbefälhavaren hade emellertid kallat alla underställda chefer till Hanöhus, varför ceremonin sköts fram till den 28 oktober, samma datum som den sovjetiska ubåten U 137 körde på grund vid Torumskär vid Östra Hästholmen. Från 1981 var huvuddelen av Karlskrona kustartilleriregemente förlagt i Rosenholm, då regementsledningen blev kvar i Gräsvik fram till 1983. Utbyggnaden av kasernområdet Rosenholm slutfördes i slutet av 1980-talet genom att skol- och kanslibyggnaden invigdes i april 1987 och idrottshallen i augusti samma år. Inflyttning i kanslihuset hade skett redan i december 1985, men inredningen i filmsalen var inte klar förrän våren 1987. Genom försvarsbeslutet 2000 kom Karlskrona kustartilleriregemente att avvecklas och kasernetablissementet i Rosenholm avvecklades och lämnades av Försvarsmakten den 31 december 2001. Området delades av Silletorpsån som mer eller mindre delar av området i en norra och en södra del. Den södra delen består av kasernetablissementet medan den norra delen utgör Rosenholms övningsfält, vilket fortfarande förvaltas och används av Försvarsmakten. Hösten 2021 köpte Fortifikationsverket tillbaka Rosenholms udde för 19,5 miljoner kronor åt Försvarsmakten. Tomten såldes 2006 av Fortifikationsverket till Karlskrona kommun för 5,2 miljoner kronor, där kommunen hade planer för äventyrsbad, hotell och företagspark. Den 15 december 2021 tillträdde Fortifikationsverket och Försvarsmakten Rosenholms udde, platsen kommer att bli ett skyddsobjekt och möjliggör tillväxt för Försvarsmakten i Karlskrona.

## Stumholmen
Stumholmen är en ö belägen öster om Trossö, ingående i Karlskrona tätort. Den fick redan i befästningsplanen från 1683 rollen som produktions- och provianteringsområde med verkstäder och förråd. Att området upplevs idag som en enda ö är resultatet av utfyllnader mellan Stumholmen, Laboratorieholmen och Bastion Kungshall. Här finns militära byggnader från 1700-talet och fram till 1950-talet. Marinens flygväsende, som 1925 förenades med arméns i det då nyorganiserade Flygvapnet, har haft en av sina mera betydelsefulla stationer på Stumholmen i Karlskrona. Den 28 juni 1997 invigdes Marinmuseets nya byggnad på Stumholmen. Museibyggnaden ligger centralt på Stumholmen intill en utvidgad hamnbassäng framför Slup- och barkasskjulet. Museet är byggt i två plan med en totalyta på 7.500 kvm. Dess marina karaktär accentueras av placeringen på en 145 meter lång pir ut i vattnet. Byggnaden är vitputsad och har fått ett enkelt stramt utseende inspirerat av andra marina byggnader i Karlskrona.

## Trossö

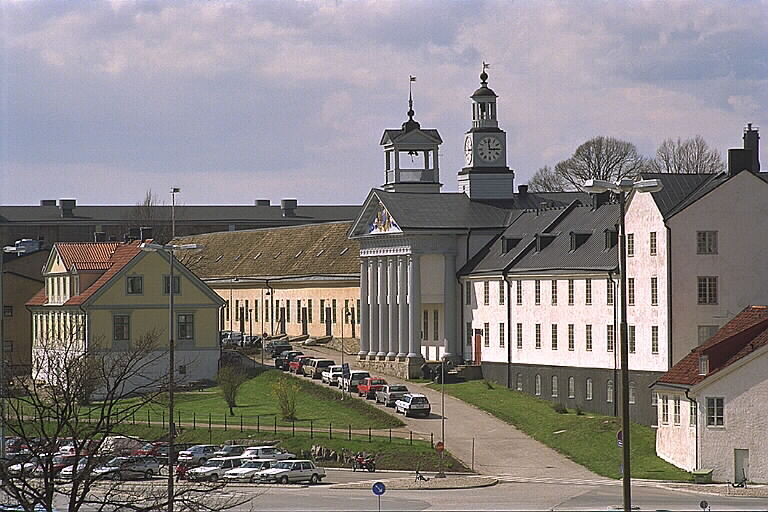
Mönster- och modellsalsbyggnaden

Trossö är en ö i Karlskrona skärgård, och utgör Karlskronas centrum. Ön med den skyddande skärgården och en isfri hamn var strategisk och var så nära idealet man kunde komma för att bygga en örlogsstad. År 1679 besökte kung Karl XI själv platsen för att försäkra sig om dess ypperlighet. Trossö ligger i södra delen av staden och flera andra öar ingår i tätortsområdet, såsom Stumholmen, Saltö och Långö. Sevärdheter på Trossö är Sveriges största torg Stortorget, Karlskrona örlogsbas, Mönster- och modellsalsbyggnaden, Amiralitetskyrkan med Gubben Rosenbom och varvet.

### Bataljon Anckarstierna
Kasernetablissementet Anckarstierna är uppkallat efter Cornelius Anckarstjerna och består av ett kvarter med ett flertal byggnader. Kvarteret kanske präglas mest av Skeppsgossekasernen längs Timmermansgatan. Dock så har den aldrig ingått i just detta kasernetablissement, vilket uppfördes under åren 1943–1945 och består huduvdsakligen av en idrottshall, sjukhusbyggnad för Flottans sjukhus, kasern Anckarstierna och ett kanslihus. 

### Bataljon Sparre

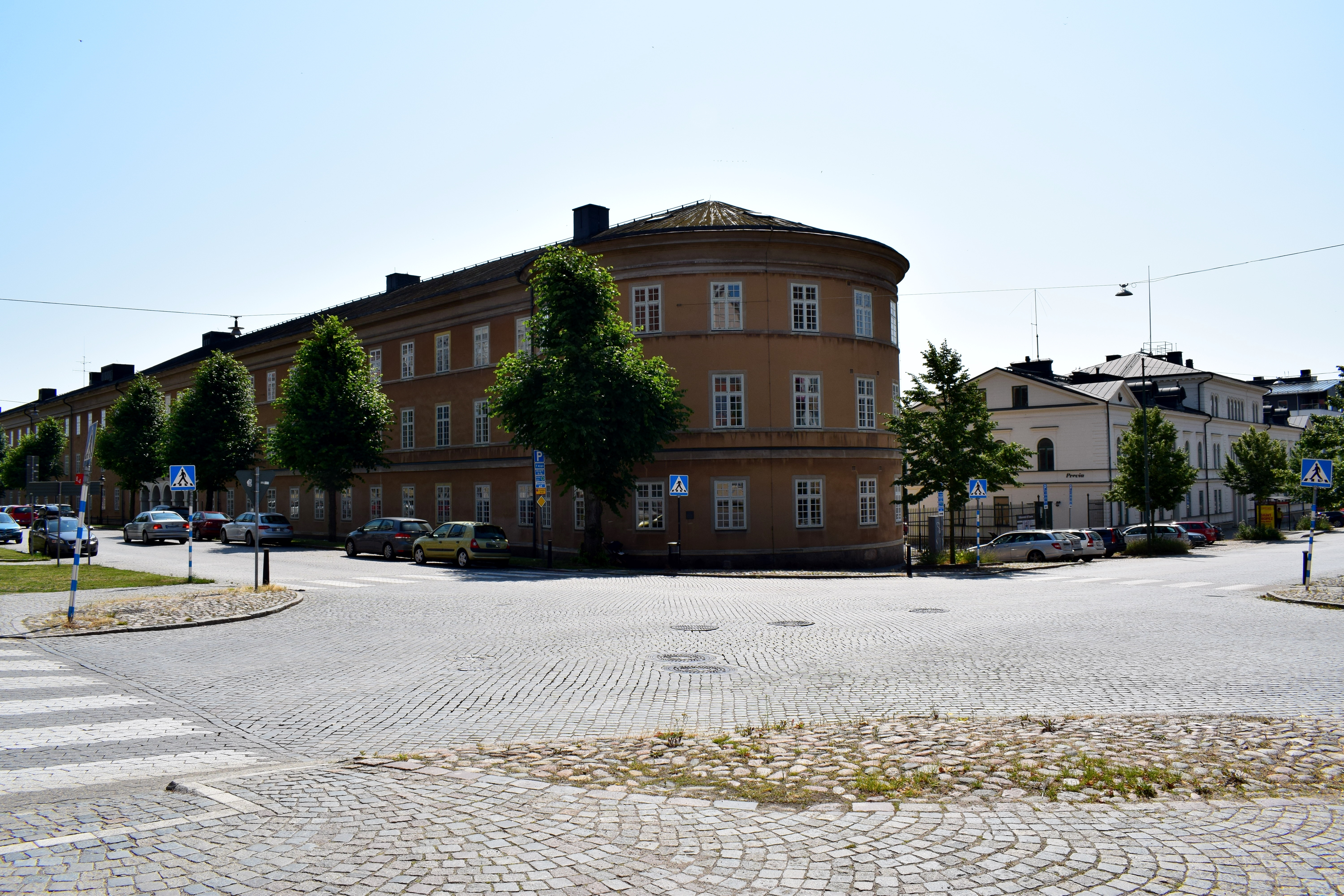
Bataljon Sparre

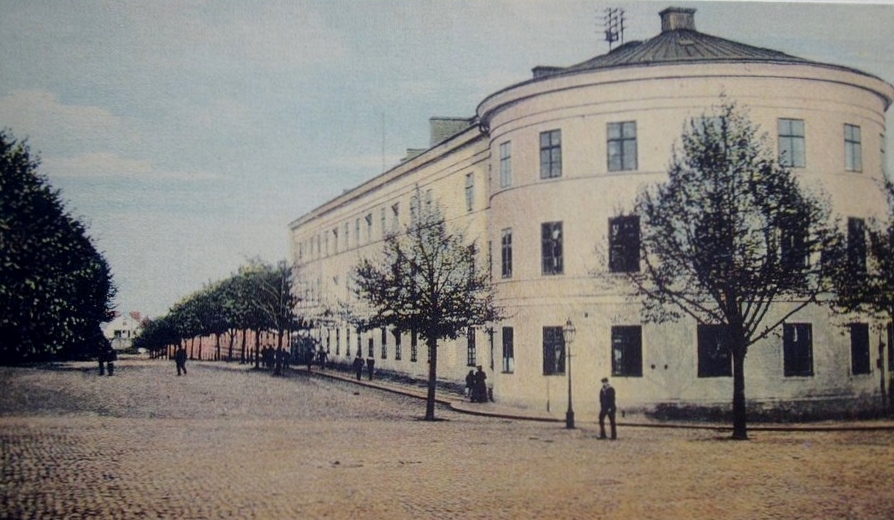
Bataljon Sparre

Kasernetablissementet Sparre är uppkallat efter Claes Sparre och består av ett kvarter med ett flertal byggnader. Kvarteret uppfördes efter att större delen förstördes 1790 genom en omfattande stadsbrand. Det genom en kunglig befallning 1792 om byggandet av en båtsmanskasern längs med Kyrkogatan, där ett tidigare stort sjukhus under 1780-talet hade uppförts. Efter en tillbyggnad åren 1817–1820, fick kasernen namnet Garnisonskasernen, förlades sjötrupperna och senare även artillerikåren till kasernen. Söder om den så kallade Garnisonskasernen uppfördes 1804 en kasern till arbetarna vid varvet. Kasernen var ett envåningshus av tegel med koppartak. År 1820 påbyggdes en ytterligare våning på kasernen, det för att ge plats åt de så kallade kronoarbetskarlar skulle få plats. Runt 1818 uppfördes kanslihuset mot Drottninggatan och bestod då endast av den nuvarande södra delen. Byggnaden har varit kansli för chefen för stationsbefälhavarna, marindistriktet och marinkommandot, men även för skol- och bataljonschefer och kammarkontor, kassa och tjänsterum för överkommissarien. År 1846 påbörjades byggnation av ytterligare en kasern vid hörnet Kyrkogatan-Drottninggatan, som fick namnet Nya båtsmanskasernen. Kasernen fick i sin västra del sin karismatiska rundel. Runddelen i den tre våningar höga fastigheten var tänkt för officerare. År 1866 upphörde inkvarteringen av kronoarbetskarlarna, varvsarbetarna, och deras kasern övertogs av båtsmän, men den blev senare rekrytkasern.
Garnisonskasernen fick sitt nuvarande utseende 1892, då den påbyggts i flera etapper. Kasernen som tidvis benämnts som Garnisonskasernen har förutom båtsmän, sjöartillerister, marinregementet, även bemannats av en högvaktsstyrka. Kasernetablissementet bestod av en kasern, samt flera kokhus, där det senaste färdigställdes 1902. Förutom kök innehöll kokhuset även en simhall vilken kallades för Sparres simhall. Simhallen revs dock 1997. Exercishuset vid kasernetablissementet uppfördes 1877 vilken innehöll, förutom idrottshall, även en vapensal samt ett antal lektionsrum. Utefter exercishusets södra långsida fanns vid sekelskiftet en skjutbana för pistolskjutning. Genom 1982 års försvarsbeslut skulle tre stora anläggningar i Karlskrona lämnas, kasernetablissementet Sparre som skulle avvecklas senast 1985, Gräsvik som skulle avvecklas senast den 1 oktober 1982 och Blå port som avsågs avvecklas senast den 30 juni 1987. Gällande Sparre så kom verksamheten att flytta till Anckarstierna, Trolle samt Blåport och sommaren 1984 lämnades kasernetablissementet. År 1989 flyttade bland annat Boverket och Lantmäteriet i de gamla militärbyggnaderna. År 1993 förklarades Bataljon/Kasern Sparre som statligt byggnadsminne och övergick 1994 enligt kulturminneslagen till byggnadsminne. Byggnaden ingår i världsarvet Örlogsstaden Karlskrona.

### Bataljon af Trolle

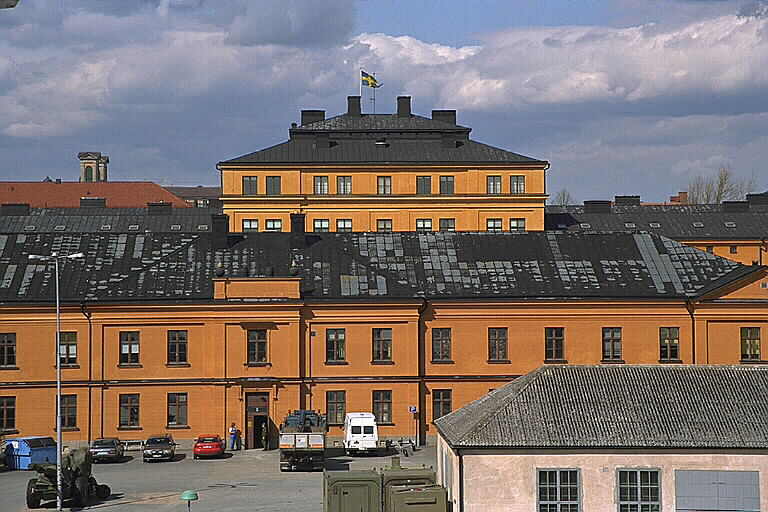
Tyghuset i förgrunden med bataljon af Trolle i bakgrunden.

Kasernettablissementet af Trolle är uppkallat efter Henrik af Trolle och består i huvudsak av två kaserner, Najaden och Jarramas samt flertal byggnader uppförda under olika tidsepoker. Najaden och Jarramas är uppkallade efter Skeppsgossekårens segelfartyg, HMS Najaden och HMS Jarramas. Kasernetablissementet fick dock inte sitt namn förrän 1955 då Karlskrona örlogsskolor bildades och förlade sin första utbildningsbataljon med just namnet Bataljon af Trolle. De två kasernerna ligger på varsin sida om Amiralitetskyrkans uppfart mot Vallgatan. Kasern Najaden, den norra kasernen, uppfördes 1895 tillsammans med ett exercishus för Karlskrona artillerikår. År 1902 övertogs kasernen av Karlskrona kustartilleriregemente. År 1905 uppfördes kasern Jarramas, den södra kasernen. Till kasernetablissementet tillhör även ett skolhus som uppfördes 1859–1864 som Flottans sjukhus. Denna byggnad, som har sin norra gavel mot Vallgatan, pryddes med akteremblemet från HM Pansarskepp Sverige i samband med att pansarskeppet utrangerades. Den södra och enda flygelbyggnaden uppfördes 1871 som kök till sjukhuset, vilket från 1960-talet kom att inhysa Marinens intendenturskola, för utbildning av kockar, hovmästare och förrådsmän.

### Högvakten

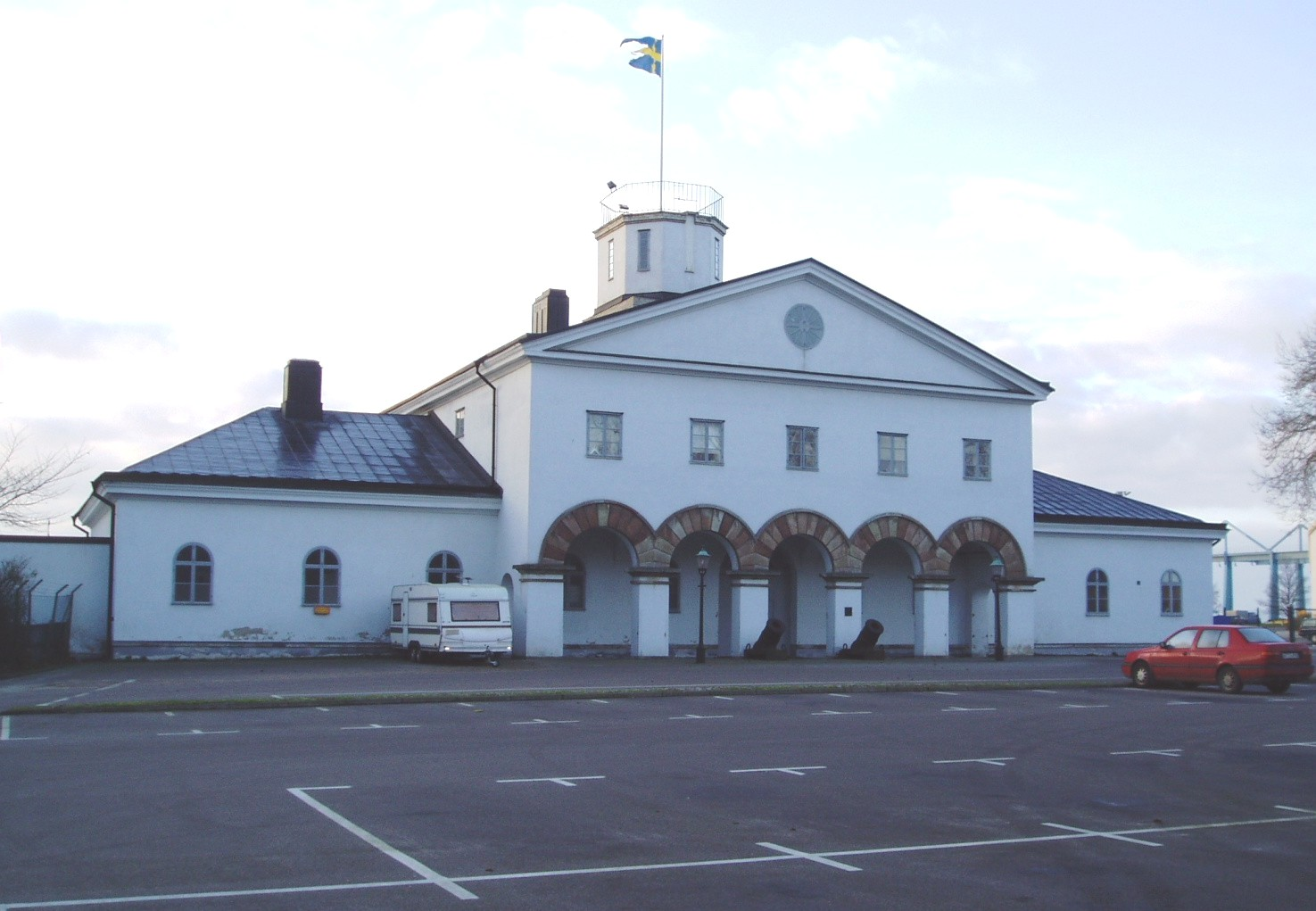
Högvakten i Karlskrona

Högvakten är en före detta vakt- och arrestbyggnad vid varvets huvudentré. Ursprungligen gick all trafik till och från örlogshamnen genom Högvakten. Under 1980-talet avlägsnades de takkupor på sidopartierna som kan ses på äldre fotografier. Anledning till att de avlägsnades var att de ansågs vara missprydnad på den nyklassicistiska byggnaden.

### Karlskrona örlogsbas
Karlskrona örlogsbas byggdes i samband med grundandet av staden Karlskrona i slutet av 1600-talet för att vara en bas för Sveriges örlogsflotta. Karlskrona med dess örlogshamn lades på ett gynnsamt läge mellan halvöarna Almö och Möcklö. Mellan halvöarna sträcker sig ett naturligt band av öar, från öster; Senoren, Sturkö, Tjurkö, Aspö till Hasslö i väster samt ett antal mindre skär.  Innanför bandet av öar låg ön Trossö tillsammans med ett antal mindre öar och skär. Trossö låg utanför ön Vämö med dess sund avskild från fastlandet någorlunda skyddat mot fientligt anfall. Karl XI beslöt 1679 att vid Karlskrona anlägga en huvudstation för flottan. En av Generalkvartersmästaren Erik Dahlbergh uppgjord plan för hamnens anläggande lades fast 1683 och två år senare påbörjades arbetet under hans ledning. Senare övertogs ledningen av Carl Magnus Stuart.

### Skeppsgossekasernen

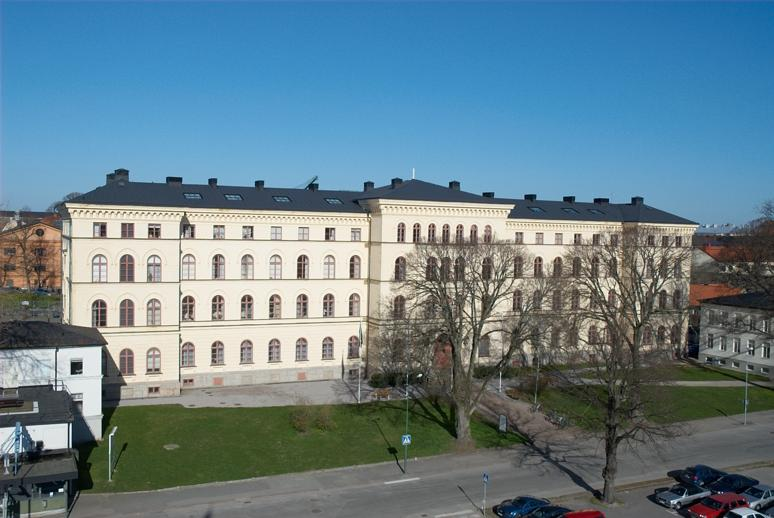
Skeppsgossekasernen

Skeppsgossekasernen ligger på Amiralitetsslätten och uppfördes 1882 till Skeppsgossekåren. Utmärkande för kasernen är att den uppfördes med en högre boendestandard jämfört med övriga kaserner som uppfördes i landet vid denna tid. En trolig orsak var att arkitekterna var verksamma vid Medicinalstyrelsen. Kasernen uppfördes enligt ett blocksystem, med administrativa lokaler på bottenvåningen samt logement på första och andra våningen, medan tredje våningen innehöll skolsalar. År 1954 lämnades kasernen och övertogs av Varvsmuseum i Karlskrona, som 1976 ändrade namn till Marinmuseum. Den 28 juni 1997 flyttade Marinmuseum in i en ny byggnad på Stumholmen i Karlskrona efter att museet i drygt 40 år legat i Skeppsgossekasernen vid Örlogshamnen. Efter att Marinmuseum lämnade kasernen övergick den i Karlskrona kommuns regi, som bland annat har haft olika skolor i byggnaden. Fram till den 1 juli 1997 har museet lokaler i kasern Ankarstierna inom Sydkustens marinkommandos område och utgör genom sin kompetens en naturlig del av verksamheten inom ett område där historia och nutid går parallellt.

## Wämö

### Blåport

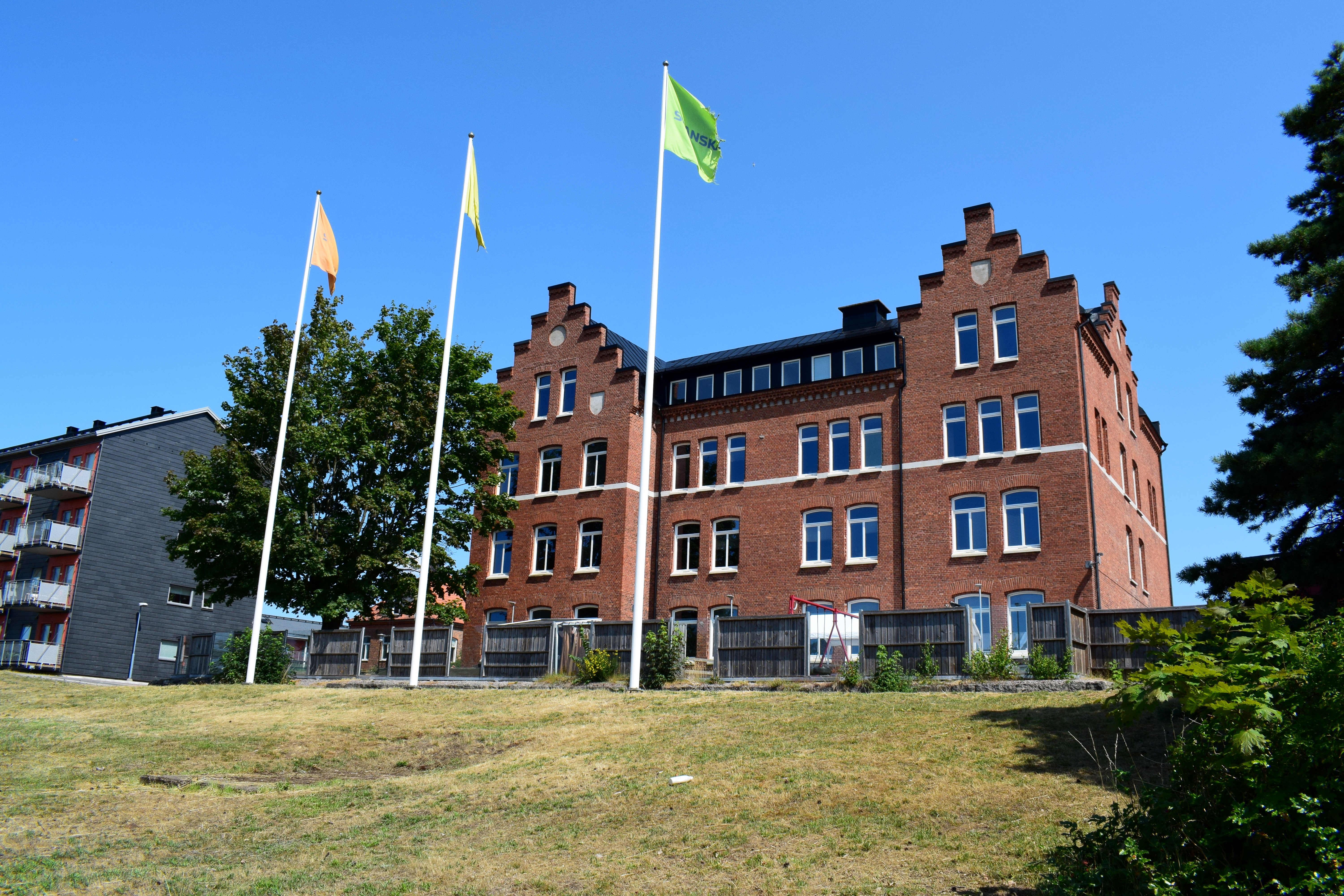
Ingenjörkasernen

Blåport även känd som Ingenjörkasernen är ett kasernetablissement på Vämö som uppfördes åren 1906–1908 till ett fästningsingenjörkompani ur Göta ingenjörkår (Ing 2). Efter att kompaniet upplöstes den 30 september 1939, användes kasernen åren 1940–1943 av inkallade beredskapsförband. Från 1943 var staben för Blekinge kustartilleriförsvar samt staben för Blekinge försvarsområde förlagda i den gamla ingenjörkasernen längs Blåportsgatan (Blåportshöjden 10). Efter att Blekinge kustartilleriförsvar upplöstes som myndighet och förband, kvarstod byggnaden inom marinen fram till 1997, då den såldes till ett privat fastighetsbolag. Kasernen är en direkt kopia av den kasern som uppfördes i Vaxholm till Svea ingenjörkårs detachement i Vaxholm, som från 1944 användes av Stockholms kustartilleriförsvar.

### Gräsvik

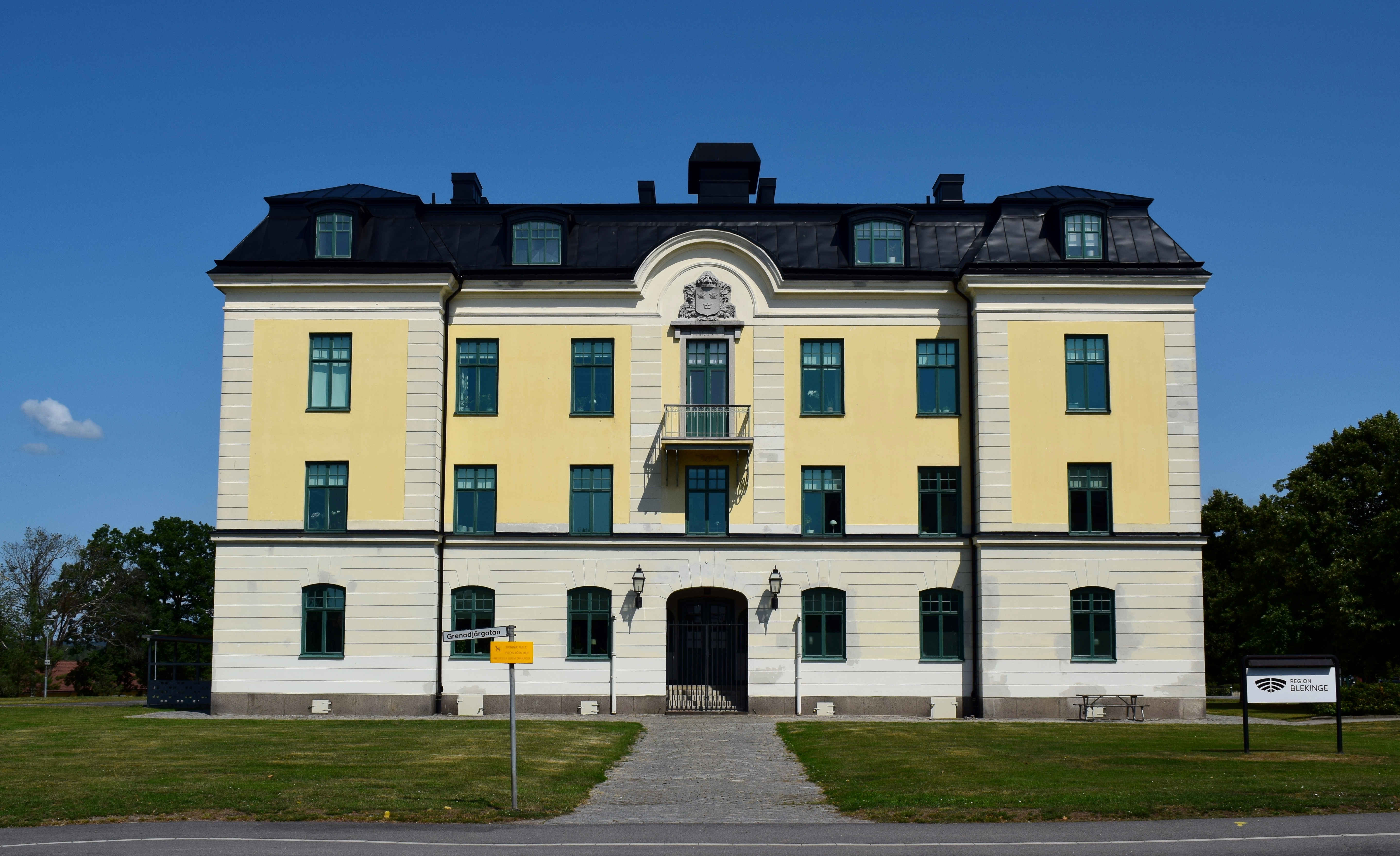
Kanslihuset i Gräsvik

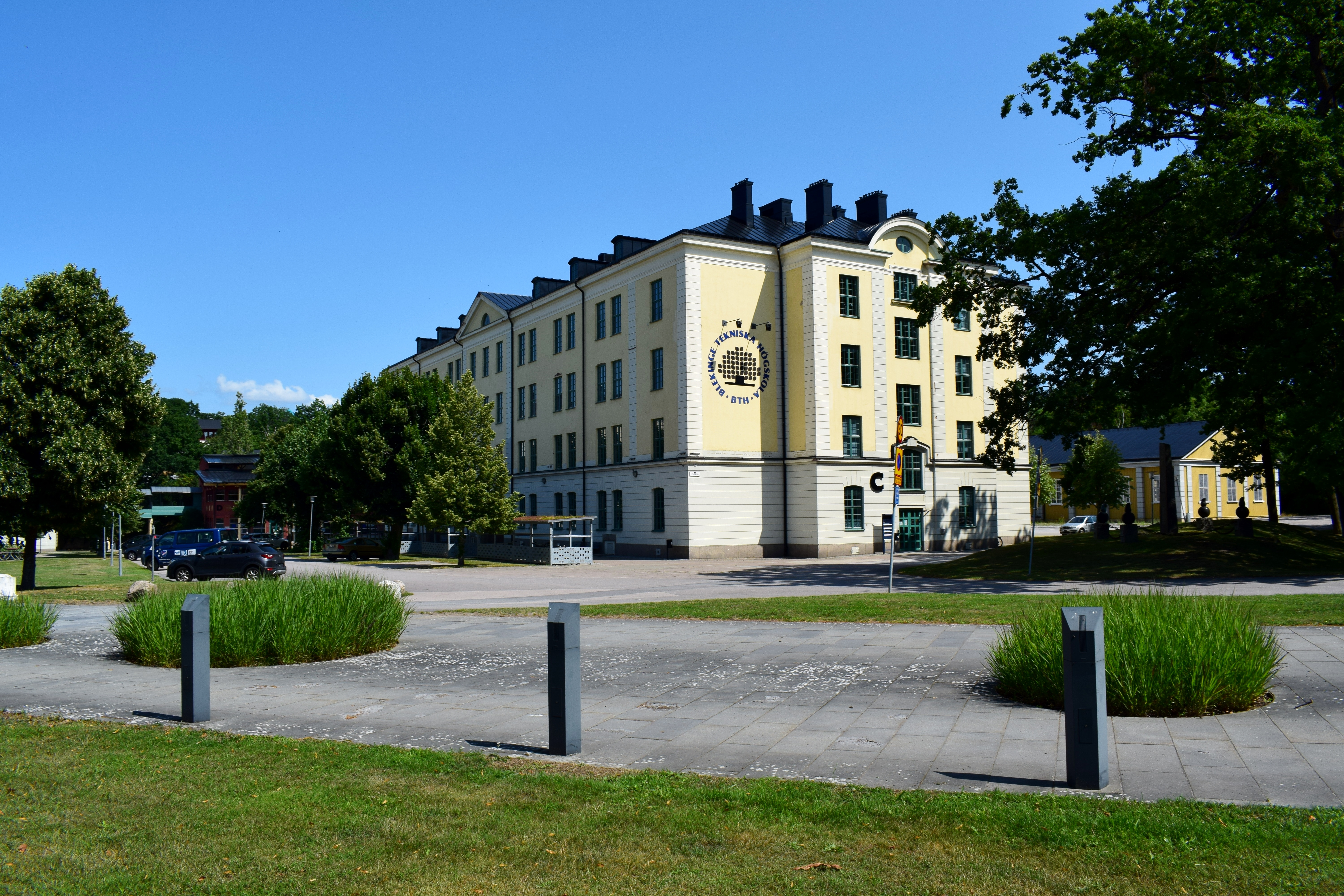
Östra kasernen i Gräsvik.

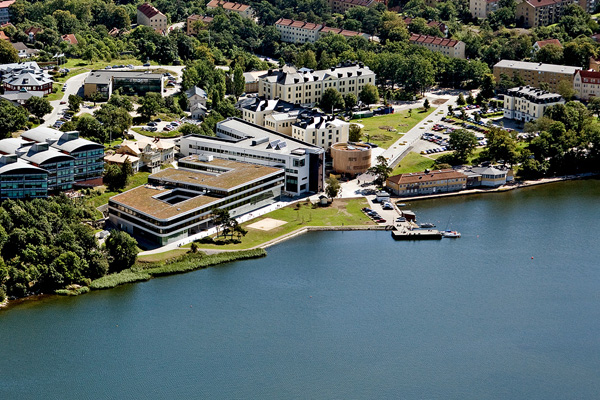
Gräsvik

Gräsvik är ett kasernetablissement som uppfördes 1904 som förläggning till det då nybildade Karlskrona grenadjärregemente (I 7). Kasernetablissementet ritades av Erik Josephson, en arkitekt som ritat en stor del av arméns kaserner i samband med indragningen av indelningsverket och flyttningen från exercishedar till kaserner i garnisonsstäderna. Planering och byggnation av kasernetablissementet i Gräsvik leddes dock av ingenjör Cruse. Kasernetablissementet är uppfört efter Fortifikationens typritningar för infanteriet och består i huvudsak av två kaserner samt ett kanslihus, där den norra kasernen stod klar sommaren 1904, den östra kasernen stod klar 1905 och i januari 1906 var kanslihuset färdigt. Till den norra kasernen förlades regementets 1. bataljon, som var bataljonen från Smålands grenadjärkår. Till den östra kasernen förlades regementets 2. bataljon som var bataljonen från Blekinge bataljon. Kompanierna lades i nummerordning från bottenvåningen och uppåt. När kanslihuset var klart 1906, skedde en officiell invigning av kasernområdet då det även formellt överlämnades den 20 januari 1906. Underofficersmässen och beklädnadsförrådet flyttades från Bredåkra. År 1915 tillfördes kasernetablissementet två baracker från lägret vid Skillingaryds skjutfält, det för att klara förläggning av en ytterligare bataljon som skulle sättas upp vid regementet i överensstämmelse med 1914 års härordning. Barackerna ställdes upp på övre plan, det vill säga norr om det befintliga kasernetablissementet och kom under 1900-talets senare hälft utgöra skolbyggnad respektive filmsal/övningsförråd.
Genom 1925 års försvarsbeslut beslutades att Karlskrona grenadjärregemente skulle avvecklas den 31 december 1927. Som ersättning till infanteribesättning till befästningarna runt Karlskrona, det vill säga Karlskrona fästning, förlades den 1 januari 1928 ett detachement ur Kronobergs regemente till Gräsvik. Detachementet var i huvudsak förlagt till den norra kasernen och uppgick som mest till cirka 1000 man. Genom 1936 års försvarsbeslut upplöstes detachementet den 30 september 1939. Kasernetablissementet kom istället utgöra förläggning till förband ur landstormen fram till 1942. Åren 1942–1943 renoverades och rustades kasernetablissementet för att möta en ny hyresgäst, Karlskrona kustartilleriregemente. Karlskrona kustartilleriregemente förlades när det bildades 1902 till Vallgatan, till det kasernetablissement som senare kom att kallas Bataljon af Trolle. Dock hade regementet blivit alltför trångbodda där och efter renoveringen i Gräsvik, flyttade regementet i augusti 1943 in i kasernetablissementet. Dock hade kustartilleriregementes rörliga beredskapsförband redan från 1942 disponerat barackerna på övre plan som förläggning, det när de tidvis återvände från beredskapstjänstgöring. År 1946 uppfördes marketenteribyggnaden vid Danmarksfjärden. På 1970-talet gjordes om- och tillbyggnad av pjäshallen på övre plan till Mekanikerskola samt ny bil- och maskinhall.
Genom 1982 års försvarsbeslut skulle tre stora anläggningar i Karlskrona lämnas, kasernetablissementet Sparre som skulle avvecklas senast 1985, Gräsvik som skulle avvecklas senast den 1 oktober 1982 och Blå port som avsågs avvecklas senast den 30 juni 1987. Gällande Gräsvik så beslutades att Karlskrona kustartilleriregemente tillsammans med Blekinge kustartilleriförsvar med Karlskrona försvarsområde (BK/Fo 15) förläggas till Rosenholm. Därmed skulle en sammanhängande utbyggnaden av Rosenholm kunna fullföljas enligt tidigare riksdagsbeslut. Våren 1980 uthyrdes Östra kasern till Karlskrona kommun för att inrymma delar av en gymnasieskola. Så småningom blev även Norra kasern för en kort tid gymnasieskola under ombyggnad inne på Trossö. Den 23 oktober 1981 halades örlogsflaggan på Gräsvik för sista gången vid en enkel ceremoni. Regementsledningen blev kvar till 1983 och följande år försåldes området med byggnader till Karlskrona kommun. Från 1989 kom kasernetablissementet att utgöra campus till Blekinge tekniska högskola.

### Oscarsvärn

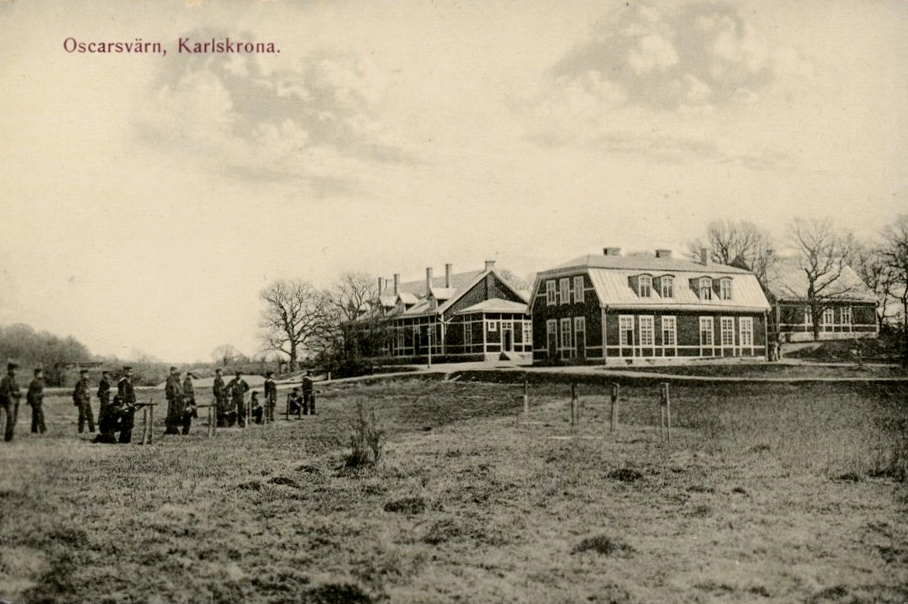
Oscarsvärn

Oscarsvärn även Oscarsvärnslinjerna var en befästning mot landfronten och senare förläggningsplats. Oscarsvärn uppfördes åren 1879–1882 och överlämnades 1894 från armén och artilleriet till marinen. På 1960-talet utgick fästningen från rikets försvar. År 1896 fick Oscarsvärnslinjerna sin första fredsbemanning, det i form av 4. kompaniet, senare benämnt Oscarsvärnskompaniet, vid Karlskrona artillerikår. Från 1902 övertogs fästningen av Karlskrona kustartilleriregemente. År 1917 kom fästningens fredsbemanning utökas med ett kompani, då Karlskrona kustartilleriregemente utökades med en tredje bataljon, bestående av det gamla 4. artillerikompaniet, som nu blev 5. kompaniet, samt det nya 9. kompaniet. Fästningen kom nu att tillföras diverse anläggningar för den rörliga utbildningen såsom förrådsbyggnader, varmgarage med mera. Dock så kom utbildning av rörliga batterier upphöra genom 1925 års försvarsbeslut. I mitten av 1930-talet återupptogs den rörliga tjänsten och Oscarsvärn. Oscarsvärn blev sedan förläggnings- och övningsplats för den rörliga artilleriutbildning vid Karlskrona kustartilleriregemente. År 1972 påbörjades en första etapp med nybyggnation av Rosenholm, där kasern- och militärrestaurangbyggnader uppfördes, det i syfte för att hösten 1973 lämna förläggningen på Oscarsvärn. Därefter lämnade försvaret Oscarsvärn, som överlämnades den 6 december 1973 till Karlskrona kommun. Delar av det gamla befästningssystemet finns kvar, om så övervuxet, medan det före detta förläggningsområdet i stort sett är rivet. Den enda byggnaden som återstår är en manskapsbarack, vilken återfinns inom det området som utgör Räddningstjänsten Östra Blekinges brandstation. I samband med att kommunen övertog marken restes en sten med påsatt minnesplatta minnande om den militära verksamheten.

## Minnesstenar och minnesmärken
| Bild | Minnessten                                                          | Koordinater                                       | Kort beskrivning |
| ---- | ------------------------------------------------------------------- | ------------------------------------------------- | --- |
|      | Karlskrona grenadjärregemente                                       | 56°10′50″N 15°35′32″Ö / 56.180684°N 15.592258°Ö   | En minnessten av granit omgivet av fyra fyrkantshuggna stenar med en grenadjärgranat på varje. Stenarna har minnesplattor och är förenade med en järnkätting. Den 18 september 1927 avtäcktes stenen och i samband med att Kronobergs regementes detachementet i Karlskrona upplöstes, sattes de fyra bronsplattorna upp på fyra hörnstenar. |
|      | Göta ingenjörkårs detachement i Karlskrona                          | 56°10′34″N 15°35′44″Ö / 56.176013°N 15.595694°Ö   | En minnessten över Fästningsingenjörskompaniet (Ing2 K) som hade sin kasern i området. Kasernen uppfördes åren 1906-1908 av byggmästare A. Ridderström och kompaniet huserade där 1908-1937. |
|      | Karlskrona kustartilleriregemente                                   | 56°12′55″N 15°36′07″Ö / 56.215351°N 15.601943°Ö   | Minnessten över Karlskrona kustartilleriregemente på Rosenholm. Stenen är delad varav den ena halvan står på Rosenholm och den andra halvan på Kungsholmen. |
|      | Karlskrona kustartilleriregemente                                   | 56°06′27″N 15°35′18″Ö / 56.107596°N 15.588216°Ö   | Minnessten över Karlskrona kustartilleriregemente på Kungsholmen. Stenen är delad varav den ena halvan står på Kungsholmen och den andra halvan på Rosenholm. |
|      | Första livgrenadjärregementet                                       | 56°12′52″N 15°36′08″Ö / 56.214577°N 15.602257°Ö   | Minnessten "Rosenholm Ofredsåren 1914-1918 1. Lifgrenadjertet 13 KOMP". |
|      | Okänd                                                               | 56°12′52″N 15°36′08″Ö / 56.214577°N 15.602257°Ö   | Minnessten "Rosenholm 4 KOMP 1914" |
|      | Okänd                                                               | 56°09′34″N 15°35′49″Ö / 56.159521°N 15.596874°Ö   | Minnessten av granit rest 1993 över militär verksamhet på Stumholmen i Karlskrona. Stenen är rest nära Karlskrona Nedre fyr på sydvästra Stumholmen. |
|      | Kalmar regemente, Kronobergs regemente samt Göta artilleriregemente | 56°10′45″N 115°36′36″Ö / 56.179256°N 115.609899°Ö | Minnessten över förband förlagda 1811 på Vämö. Minnesmärke av granit uppsatt till minne av trupper från Kalmar regemente, Kronobergs regemente samt Göta artilleriregemente som under befäl av general von Vegesack var förlagda på Vämö. |